# 「Yuki hotaru」
「Yuki hotaru」 (「雪蛍」?) è il sedicesimo singolo della rock band visual kei giapponese Plastic Tree. È stato pubblicato il 21 gennaio 2004 dall'etichetta major Universal Music.

## Tracce
Dopo il titolo è indicata fra parentesi "()" la grafia originale del titolo.
1. 「Yuki hotaru」 (「雪蛍」?) - 4:30 (Ryūtarō Arimura)
2. Shiroi ashiato (白い足跡?) - 4:57 (Tadashi Hasegawa)
3. Fuyu no umi wa yūei kinshi de (冬の海は遊泳禁止で?) - 4:39 (Ryūtarō Arimura - Akira Nakayama)

## Altre presenze
- 「Yuki hotaru」:
  - 25/08/2004 - cell.
  - 26/10/2005 - Best Album

- Shiroi ashiato:
  - 05/09/2007 - B men gahō

- Fuyu no umi wa yūei kinshi de:
  - 05/09/2007 - B men gahō

## Formazione
- Ryūtarō Arimura - voce e seconda chitarra
- Akira Nakayama - chitarra e cori
- Tadashi Hasegawa - basso e cori
- Hiroshi Sasabuchi - batteria